# 大傑伊夫齊
48°30′25″N 22°19′52″E / 48.50694°N 22.33111°E
大傑伊夫齊（烏克蘭語：Великі Геївці），是烏克蘭的村落，位於該國西部外喀爾巴阡州，由烏日霍羅德區負責管轄，始建於1338年，面積0.003平方公里，2001年人口1,062，人口密度每平方公里354,000人。